# 秃叶红豆
秃叶红豆（学名：Ormosia nuda）为豆科红豆属下的一个种。